# Schwarz Ernő
Schwarz Ernő, (Budapest, 1904. október 27. – New York, Queens, 1974. július 19.) válogatott labdarúgó, csatár, edző. Az Egyesült Államok labdarúgó-válogatottjának szövetségi kapitánya 1953 és 1955 között.

## Pályafutása

### Klubcsapatban
1920 és 1922 között a Ferencváros játékosa volt, ahol egy-egy bajnoki ezüst- és bronzérmet illetve magyar kupa győzelmet szerzett a csapattal. A Fradiban 75 mérkőzésen szerepelt (37 bajnoki, 29 nemzetközi, 9 hazai díjmérkőzés) és 68 gólt szerzett (30 bajnoki, 38 egyéb).

### A válogatottban
1922-ben két alkalommal szerepelt a válogatottban és két gólt szerzett.

## Sikerei, díjai

### Játékosként
- Magyar bajnokság
  - 2.: 1921–22
  - 3.: 1920–21
- Magyar kupa
  - győztes: 1922

## Statisztika

### Mérkőzései a magyar válogatottban
| Magyarország | Magyarország     | Magyarország             | Magyarország | Magyarország | Magyarország | Magyarország | Magyarország | Magyarország |
| #            | Dátum            | Helyszín                 | Hazai        | Eredmény     | Vendég       | Kiírás       | Gólok        | Esemény      |
| ------------ | ---------------- | ------------------------ | ------------ | ------------ | ------------ | ------------ | ------------ | ------------ |
| 1.           | 1922. július 2.  | Bochum, Bochumer Stadion | Németország  | 0 – 0        | Magyarország | barátságos   | -            |              |
| 2.           | 1922. július 13. | Helsinki                 | Finnország   | 1 – 5        | Magyarország | barátságos   | 2            | 22' 83'      |
|              | Összesen         |                          |              | 2            | mérkőzés     |              | 2            | gól          |